# Genuati

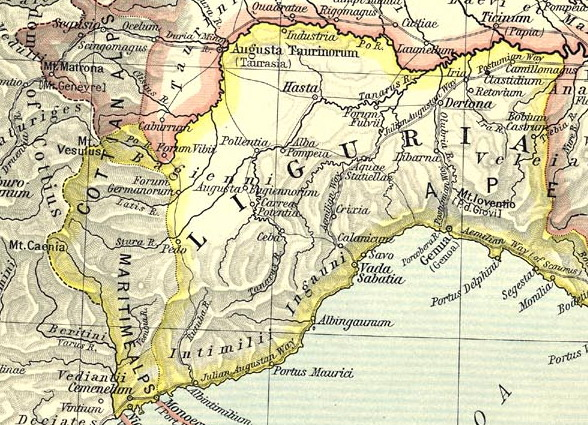
Mappa dell'antica Liguria, tra i fiumi Po, Varo e Magra

I Genuati furono un'antica popolazione ligure che abitava la zona dell'odierna Genova e una parte della Liguria orientale.

## Storia
I Genuati erano una popolazione autoctona della Liguria centrale e orientale di origine preromana. Elementi che permisero di definire la distinzione dei genuati dalle altre popolazioni liguri risalivano già alla media e bassa età del ferro, specialmente per il dimostrato utilizzo di vasellame bronzeo e di ceramica attica, scoperto in particolare durante gli scavi archeologici del 1967 a Castello. Altre popolazioni che si contendevano le aree del Golfo di Genova erano i Sabazi, i Deciati, gli Oxibi, gli Ingauni e gli Intemeli. Nel corso dei secoli, si affermò l'influenza di diverse culture, tra cui quella greca e soprattutto quella romana.
Il primo documento scritto certo riguardante i Genuati, noto come Tavola bronzea di Polcevera, è antecedente al I secolo a.C.. Si tratta di una tavola rinvenuta nel 1506 nel letto del torrente Pernecco, a Serra Riccò, dal contadino Agostino Pedemonte, ed era probabilmente stata conservata in precedenza in un luogo di culto o incontro, e poi trascinata a valle da un evento franoso o alluvionale. Il testo del reperto fu pubblicato per la prima volta a Parigi nel 1520 da Jacopo Bracelli, e poi tradotto in italiano da Giustiniani che lo riportò nei suoi Annali. La tavola reca una sentenza del 117 a.C. riportata dai delegati Quinto e Marco Minucii del Senato di Roma, riguardante una contesa territoriale che vedeva da un lato la popolazione stanziata sulla costa, i Genuati, e dall'altro quella che insisteva nell'area collinare-montana della Val Polcevera, i Veturii.
La stretta alleanza dei Genuati con l'Urbe fu un significativo elemento che li favorì nella contesa con le altre popolazioni dell'area. Secondo Tito Livio, durante la seconda guerra punica, in particolare nella Battaglia del Metauro, a differenza delle popolazioni di ponente che si schierarono con Cartagine e Asdrubale, i Genuati si affiancaro a Roma. Roma finanziò con Spurio Lucrezio la rifondazione di Genova.
L'economia dei genuati era basata principalmente su pesca e agricoltura, ma erano anche abili navigatori e commercianti, intrattenendo importanti commerci marittimi dopo l'incontro con le popolazioni etrusche.